# San Antonio del Mar
San Antonio del Mar är en ort i Mexiko.   Den ligger i kommunen Tijuana och delstaten Baja California, i den nordvästra delen av landet, 2 300 km nordväst om huvudstaden Mexico City. San Antonio del Mar ligger 28 meter över havet och antalet invånare är 400.
Terrängen runt San Antonio del Mar är varierad. Havet är nära San Antonio del Mar åt sydväst. Runt San Antonio del Mar är det tätbefolkat, med 913 invånare per kvadratkilometer. Närmaste större samhälle är Tijuana, 11,8 km nordost om San Antonio del Mar.